# Rosa Del Conte
Rosa Del Conte  (* 10. April 1907 in Voghera; † 3. August 2011 in Rom) war eine italienische Romanistin, Rumänistin und Übersetzerin.

## Leben und Werk
Rosetta (später: Rosa) Del Conte war von 1942 bis 1948 Lektorin für Italienisch in Bukarest und Cluj. Dann lehrte sie Rumänisch in Italien, zuerst an der Università del “Sacro Cuore” di Milano, ab 1956 (als Nachfolgerin von Claudiu Isopescu) an der Università di Roma-La Sapienza, dort von 1967 bis 1982 als Professorin für Rumänisch.
Rosa Del Conte übersetzte Mihai Eminescu, Tudor Arghezi, V. Voiculescu und Lucian Blaga (den sie 1956 erfolglos für den Literaturnobelpreis vorschlug) aus dem Rumänischen ins Italienische, sowie die italienischen Autoren Elio Vittorini, Salvatore Quasimodo und Eugenio Montale ins Rumänische.
1994 wählte die Rumänische Akademie sie zum Ehrenmitglied.
Rosa Del Conte war Ehrendoktor der Universitäten Bukarest, Cluj und Iaşi.
Sie starb im Alter von 104 Jahren.

## Werke
- Mihai Eminescu o dell‘ Assoluto, Modena 1961 (rumänisch: Eminescu sau despre Absolut, Cluj 1990, Cluj-Napoca 2003)
- (Hrsg. und Übersetzerin) Mihai Eminescu, Poesie, Modena 1989 (rumänisch und italienisch)